# عدي عدوان
عدي عدوان (ولد عام 1978 في دالية الكرمل) هو مخرج فلسطيني.

## سيرة ذاتية
ولد عدي عدوان في قرية دلية الكرمل في عام 1978 ، وتخرج من القرية، ودرس لمدة عامين في مدرسة راهبة الناصرة في حيفا، وكذلك في مدرسة دبلن الثانوية في جورجيا، الولايات المتحدة الأمريكية. في عام 2006، حصل من كلية تل حاي على لقب في السينما والتلفزيون، وخلال دراسته اندمج في صناعة السينما.[بحاجة لمصدر]

## حياتة المهنية
منذ عام 2009، بدأ بصناعة الأفلام القصيرة للتلفزيون وقام بتدريس مواد تلفزيونية في المدارس. في عام 2010 عُرض فيلمه الوثائقي الأول «وأنا وحدي» على قناة الجزيرة. وفي نفس العام نفّذ فيلما وثائقيا آخر لقناة الجزيرة وشارك كمدرب للحوار في فيلم المخرج جوناثان سيجال «روبي». في عام 2011، أنشأ سلسلة وثائقية بعنوان «الهوية والتاريخ» للتلفزيون الفلسطيني.
في مايو 2012، انتهى تصوير فيلم «عرباني» الذي عرض لأول مرة في عرض الفلم لأول مرة في يونيو 2013. 
في 2015 أخرج مع طلاب مدرسة تيراسانطة يافا فيلم «عيسى العيسى»، ضمن مشروع حياء شخصيات إعلامية وثقافية فلسطيني الذي رعاه مركز «إعلام».
في عام 2018 أخرج مسلسل «صراع الحضارات»، المكون من اربع حلقات تطرق بها المخرج إلى التحولات التي حدثت في المجتمع العربي من عادات وتقاليد وتطورات هذا المجتمع واندماجه في المجتمع الإسرائيلي، والذي بثته قناه 33 الإسرائيلية.
في 2020 أخرج مسلسل «عيش الحلم»، وهو من 12 حلقة ويلقي الضوء على اثني عشر طفل من ذوي الاحتياجات الخاصة واحلامهم.

## فيلم «عرباني»
يتناول الفيلم الروائي قضية الحرمان الذي يقع على ابن من أبناء الطائفة الدرزية، ويروي قصة يوسف (إياد شيتي) الذي يعود إلى قريته الجليلية بعد طلاقه من زوجته اليهودية، ويواجه الرفض من المجتمع الذي لا يتقبل عودته مع ولديه المراهقيَن. يحاول يوسف التعايش مع أبناء قريته، لكنهم يطالبونه بالرحيل مهددين إياه بحرق منزله وإبعاده بالقوة أذا تطلب الأمر ذلك، وتتعقد الأحداث لتطرح مشكلة الهوية والانتماء في المجتمع الفلاحي الدرزي تحت الحكم الإسرائيلي.

## أعماله

### أفلام
- وانا وحدي
- النقاب
- العرس الفلسطيني
- عرباني (2013)

### تلفزيون
- حكاية قرية
- هوية وتاريخ
- صراع الحضارات - مسلسل من 4 حلقات (2019)

### مسرح
- ليلى وكشكوش (مسرح أطفال)
- أسماء
- مش عبالي (2011)[10]